# Altimétrie en Charente-Maritime
L'altimétrie de la Charente-Maritime est dans son ensemble de faible élévation et fait de ce département l'un des moins élevés de la côte Atlantique de la France.

## Généralités
Appartenant à la partie septentrionale du Bassin aquitain, la Charente-Maritime est avant tout un département littoral, caractérisé par sa large ouverture sur l'océan Atlantique et sur l'estuaire de la Gironde ainsi que par son domaine insulaire constitué d'îles basses. Dans ce territoire maritime, étiré du nord-ouest au sud-est, aucun point n'est situé à plus de 75 km de l'océan ou de l'estuaire de la Gironde.
En outre, la Charente-Maritime dispose d'un arrière-pays immédiat se caractérisant également par une faible élévation des terrains. Cette partie du département qui correspond à la plaine de l'Aunis et aux bas-plateaux de la Saintonge a une altimétrie moyenne comprise entre 30 et 50 mètres en général. C'est ce qui en fait d'emblée un département peu élevé où les 9/10 des terres émergées sont inférieurs à 100 mètres d'altitude.
Deux secteurs géographiques échappent à cette basse altimétrie ; les collines du nord-est du département - aux abords méridionaux du seuil du Poitou - où se trouve le point culminant du département avec 173 mètres au Bois de Chantemerlière, dans la petite commune rurale de Contré, et les collines de la Double saintongeaise dans le sud du département. Enfin, sur la limite départementale avec la Charente voisine, les altitudes avoisinent souvent les 100 mètres (est du plateau de la Saintonge du nord au contact avec l'Angoumois, Borderies aux environs de Burie, Champagne viticole d'Archiac).
À titre de comparaison, la Charente-Maritime a une élévation de terrain tout à fait comparable à celle du Danemark où son "sommet" culmine à près de 171 mètres.

## Les points culminants du département
| \| Bois de Chantemerlière · Bois de Chantemerlière \| Bois de Chantemerlière |
| Bois de Chantemerlière · Bois de Chantemerlière                              |

| \| Coteau de Boismorand · Coteau de Boismorand \| Coteau de Boismorand |
| Coteau de Boismorand · Coteau de Boismorand                            |

### Dans le nord-est de la Charente-Maritime
| Rang | Nom du site            | Altitude | Commune                  |
| ---- | ---------------------- | -------- | ------------------------ |
| 1    | Bois de Chantemerlière | 173 m    | Contré                   |
| 2    | Le Croc                | 167 m    | Saint-Mandé-sur-Brédoire |
| 3    | Le Signal              | 166 m    | Néré                     |
| 4    | Le Terrou              | 165 m    | Contré                   |
| 5    | La Foye Saint-Jean     | 161 m    | Néré                     |

### Dans la Double saintongeaise
| Rang | Nom du site          | Altitude | Commune            |
| ---- | -------------------- | -------- | ------------------ |
| 1    | Coteau de Boismorand | 154 m    | Chevanceaux        |
| 2    | Coteau ...           | 150 m    | Neuvicq            |
| 3    | Colline de Montlieu  | 147 m    | Montlieu-la-Garde  |
| 4    | Coteau ...           | 146 m    | Boresse-et-Martron |
| 5    | Coteau de Pouillac   | 143 m    | Pouillac           |

## Altimétrie des communes de la Charente-Maritime
Les 20 premières communes les plus élevées du département
| Rang | Nom de la commune        | Altitude moyenne | Altitude minimale/altitude maximale | Altitude du village (mairie) | Secteur géographique     |
| ---- | ------------------------ | ---------------- | ----------------------------------- | ---------------------------- | ------------------------ |
| 1    | Vinax                    | 140 m            | 123 m/156 m                         | 139 m                        | Seuil du Poitou          |
| 2    | Les Éduts                | 131 m            | 105 m/156 m                         | 145 m                        | Seuil du Poitou          |
| 3    | Saleignes                | 130 m            | 111 m/149 m                         | 134 m                        | Seuil du Poitou          |
| 4    | Romazières               | 124 m            | 104 m/144 m                         | 110 m                        | Seuil du Poitou          |
| 5    | Contré                   | 121 m            | 68 m/173 m                          | 85 m                         | Seuil du Poitou          |
| 6    | Néré                     | 118 m            | 69 m/166 m                          | 84 m                         | Seuil du Poitou          |
| 7    | Villiers-Couture         | 117 m            | 96 m/138 m                          | 105 m                        | Seuil du Poitou          |
| 8    | Saint-Mandé-sur-Brédoire | 116 m            | 65 m/167 m                          | 71 m                         | Seuil du Poitou          |
| 9    | Fontaine-Chalendray      | 112 m            | 69 m/154 m                          | 134 m                        | Seuil du Poitou          |
| 10   | Bresdon                  | 112 m            | 78 m/146 m                          | 97 m                         | Seuil du Poitou          |
| 11   | Pouillac                 | 112 m            | 80 m/144 m                          | 135 m                        | Double saintongeaise     |
| 12   | Chives                   | 112 m            | 82 m/142 m                          | 93 m                         | Seuil du Poitou          |
| 13   | Sainte-Colombe           | 109 m            | 75 m/143 m                          | 126 m                        | Double saintongeaise     |
| 14   | Chevanceaux              | 109 m            | 63 m/154 m                          | 119 m                        | Double saintongeaise     |
| 15   | Saint-Ouen-la-Thène      | 105 m            | 72 m/138 m                          | 80 m                         | Nord-est de la Saintonge |
| 16   | Beauvais-sur-Matha       | 104 m            | 75 m/132 m                          | 127 m                        | Nord-est de la Saintonge |
| 17   | Bazauges                 | 103 m            | 75 m/131 m                          | 85 m                         | Nord-est de la Saintonge |
| 18   | Neuvicq-le-Château       | 102 m            | 47 m/156 m                          | 91 m                         | Nord-est de la Saintonge |
| 19   | Seigné                   | 101 m            | 68 m/134 m                          | 83 m                         | Seuil du Poitou          |
| 20   | Montlieu-la-Garde        | 100 m            | 52 m/147 m                          | 141 m                        | Double saintongeaise     |

Comme l'indique clairement le tableau ci-dessus, toutes les communes de plus de 100 mètres d'altitude moyenne sont situées dans le nord-est et le sud de la Charente-Maritime avec, cependant, une majorité de communes sises sur la bordure méridionale du seuil du Poitou. Seulement quatre communes du département ont entièrement leur territoire situé au-dessus des 100 mètres d'altitude (Vinax, Les Éduts, Saleignes et Romazières) et font toutes partie du secteur méridional du seuil du Poitou.

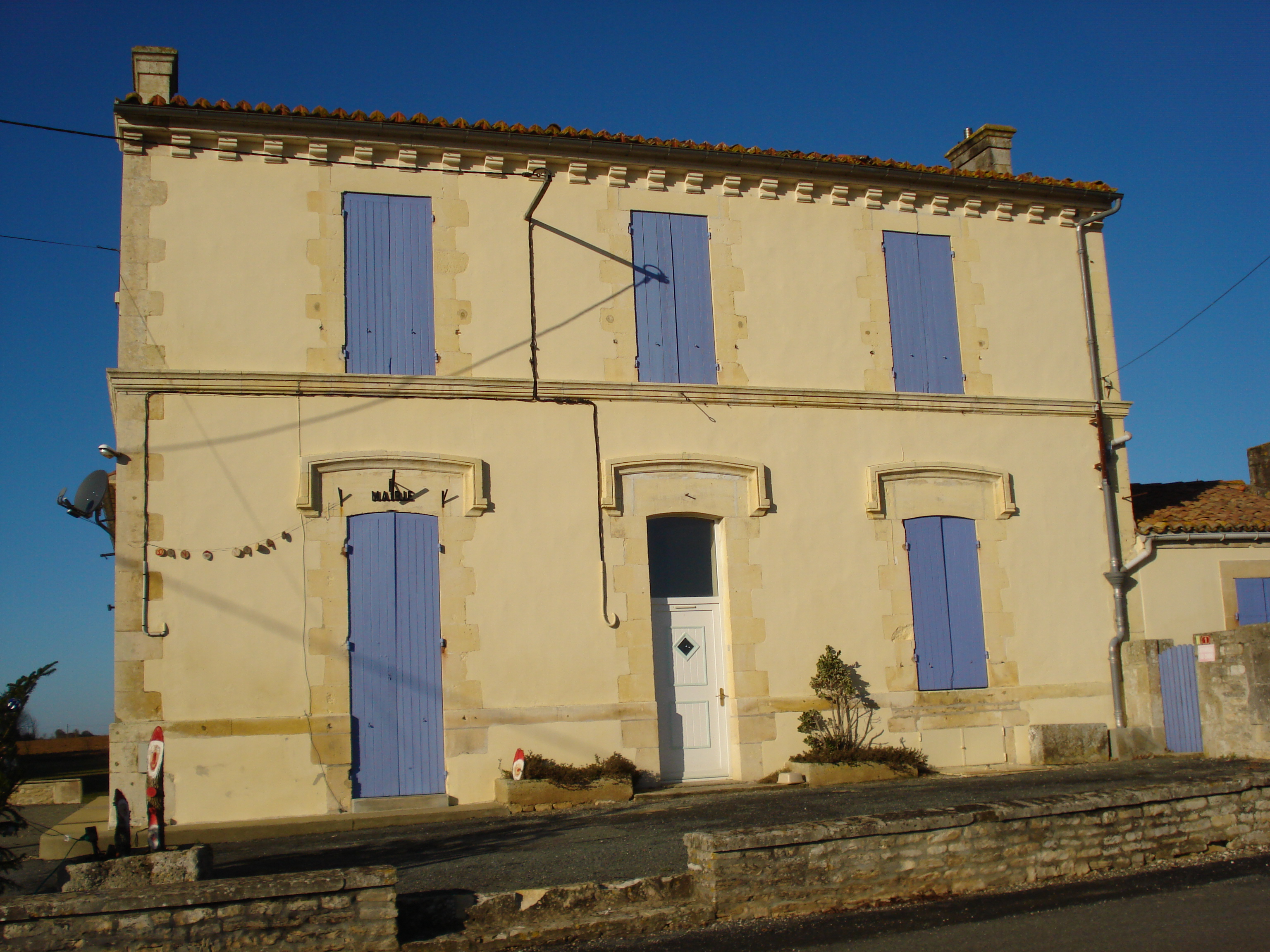
Vinax avec une altimétrie moyenne de 145 mètres est la commune la plus élevée de tout le département de la Charente-Maritime.
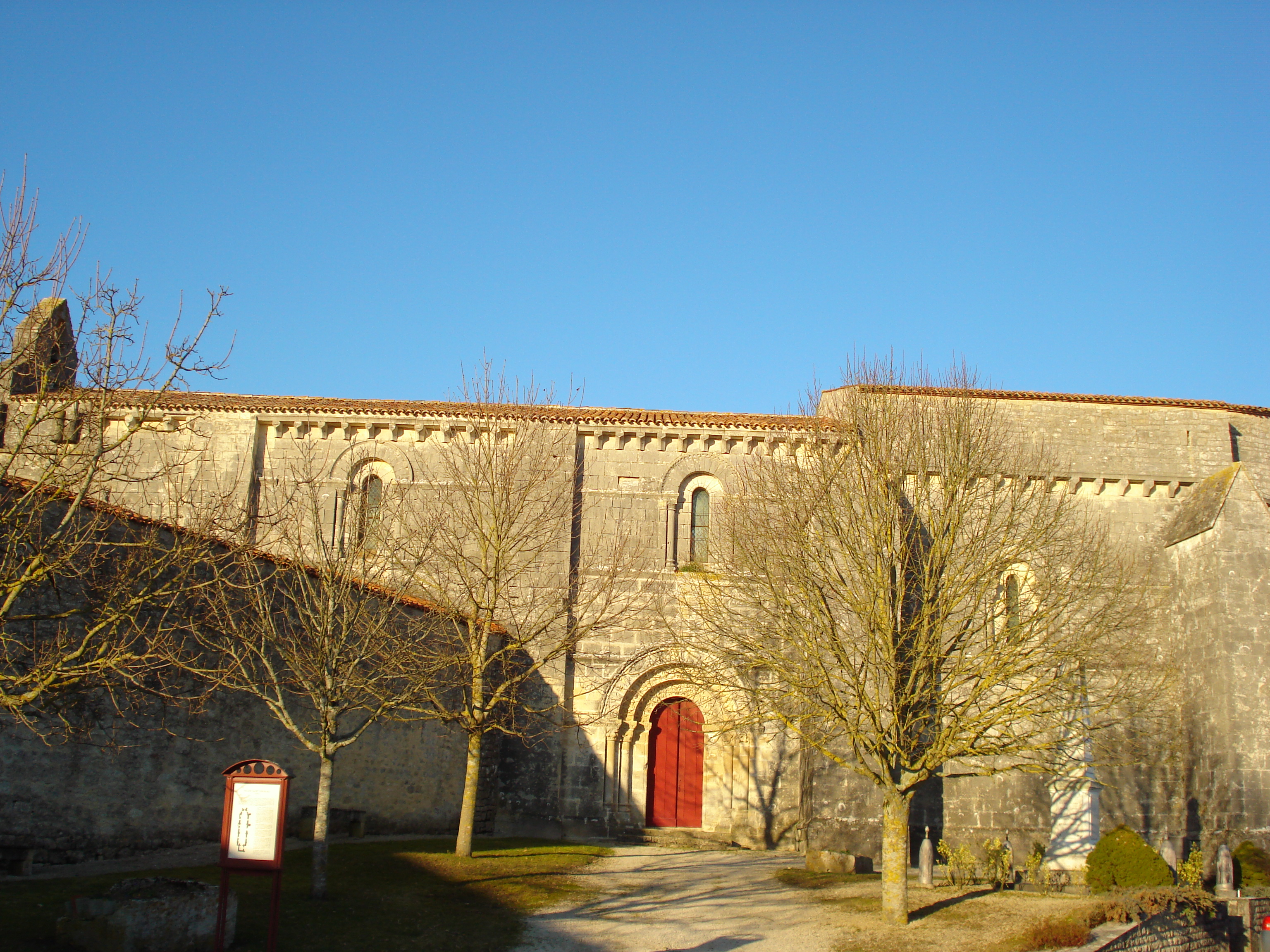
Contré qui est la cinquième commune la plus élevée de la Charente-Maritime est celle qui possède le point culminant du département (173 m).
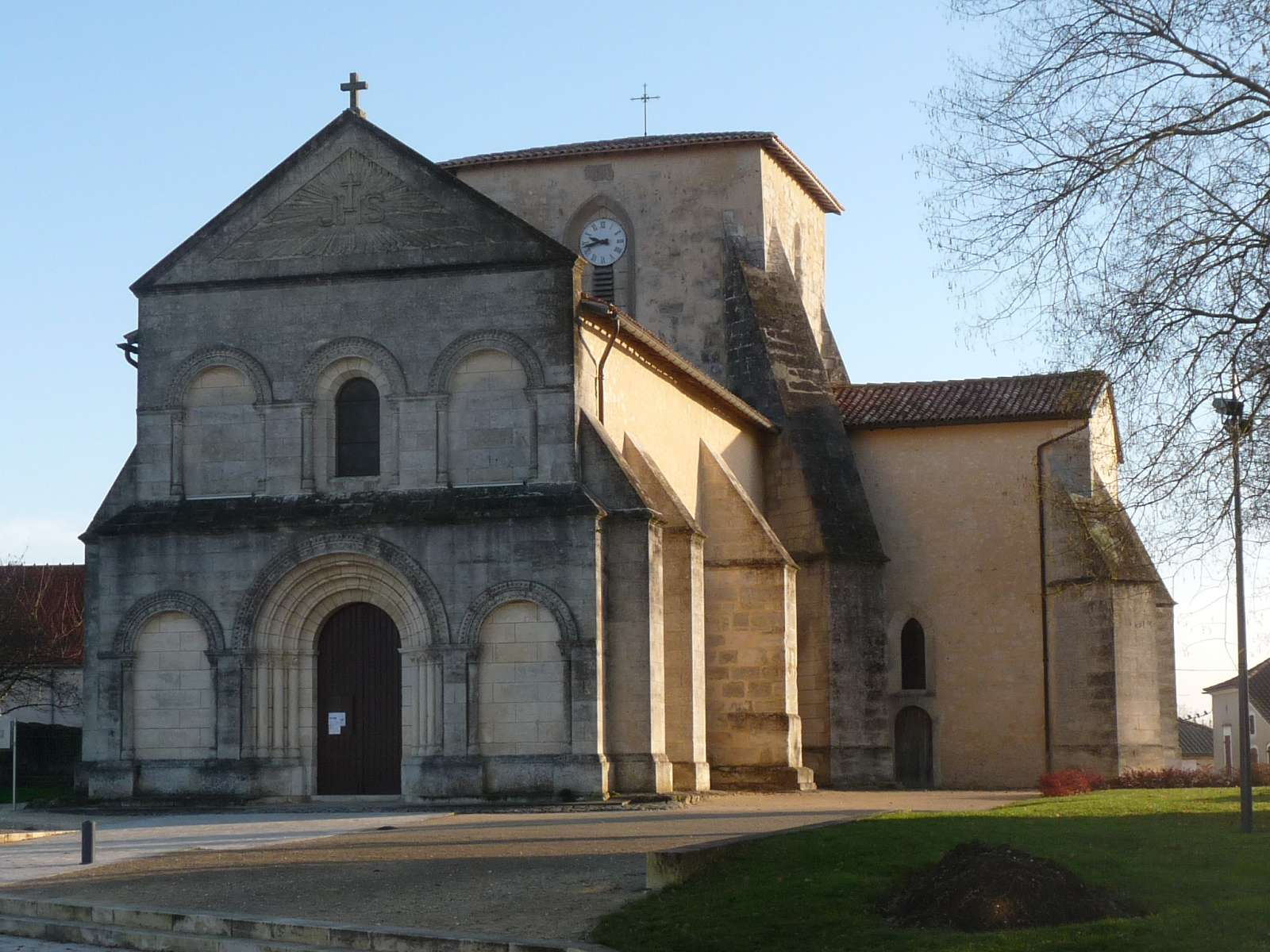
Chevanceaux est la commune qui possède le point culminant du sud de la Charente-Maritime avec le coteau de Boismorand haut de 154 m.

Les 20 villages (chefs-lieux de commune) les plus élevés du département
| Rang | Nom du chef-lieu de commune | Altitude du village (mairie) | Secteur géographique     |
| ---- | --------------------------- | ---------------------------- | ------------------------ |
| 1    | Les Éduts                   | 145 m                        | Seuil du Poitou          |
| 2    | Montlieu-la-Garde           | 141 m                        | Double saintongeaise     |
| 3    | Vinax                       | 139 m                        | Seuil du Poitou          |
| 4    | Pouillac                    | 135 m                        | Double saintongeaise     |
| 5    | Fontaine-Chalendray         | 134 m                        | Seuil du Poitou          |
| 6    | Saleignes                   | 134 m                        | Seuil du Poitou          |
| 7    | Beauvais-sur-Matha          | 127 m                        | Nord-est de la Saintonge |
| 8    | Sainte-Colombe              | 126 m                        | Double saintongeaise     |
| 9    | Chevanceaux                 | 119 m                        | Double saintongeaise     |
| 10   | Polignac                    | 112 m                        | Double saintongeaise     |
| 11   | Romazières                  | 110 m                        | Seuil du Poitou          |
| 12   | Expiremont                  | 110 m                        | Double saintongeaise     |
| 13   | Saint-Eugène                | 107 m                        | Haute Saintonge          |
| 14   | Archiac                     | 106 m                        | Haute Saintonge          |
| 15   | Villiers-Couture            | 105 m                        | Seuil du Poitou          |
| 16   | Le Pin                      | 105 m                        | Double saintongeaise     |
| 17   | Soubran                     | 104 m                        | Haute Saintonge          |
| 18   | La Genétouze                | 103 m                        | Double saintongeaise     |
| 19   | Orignolles                  | 103 m                        | Double saintongeaise     |
| 20   | Sainte-Lheurine             | 101 m                        | Haute Saintonge          |

Selon les données altimétriques de ce tableau, il ressort que les villages "perchés" sont une tradition villageoise dans le sud du département, beaucoup plus que dans le nord-est du département.

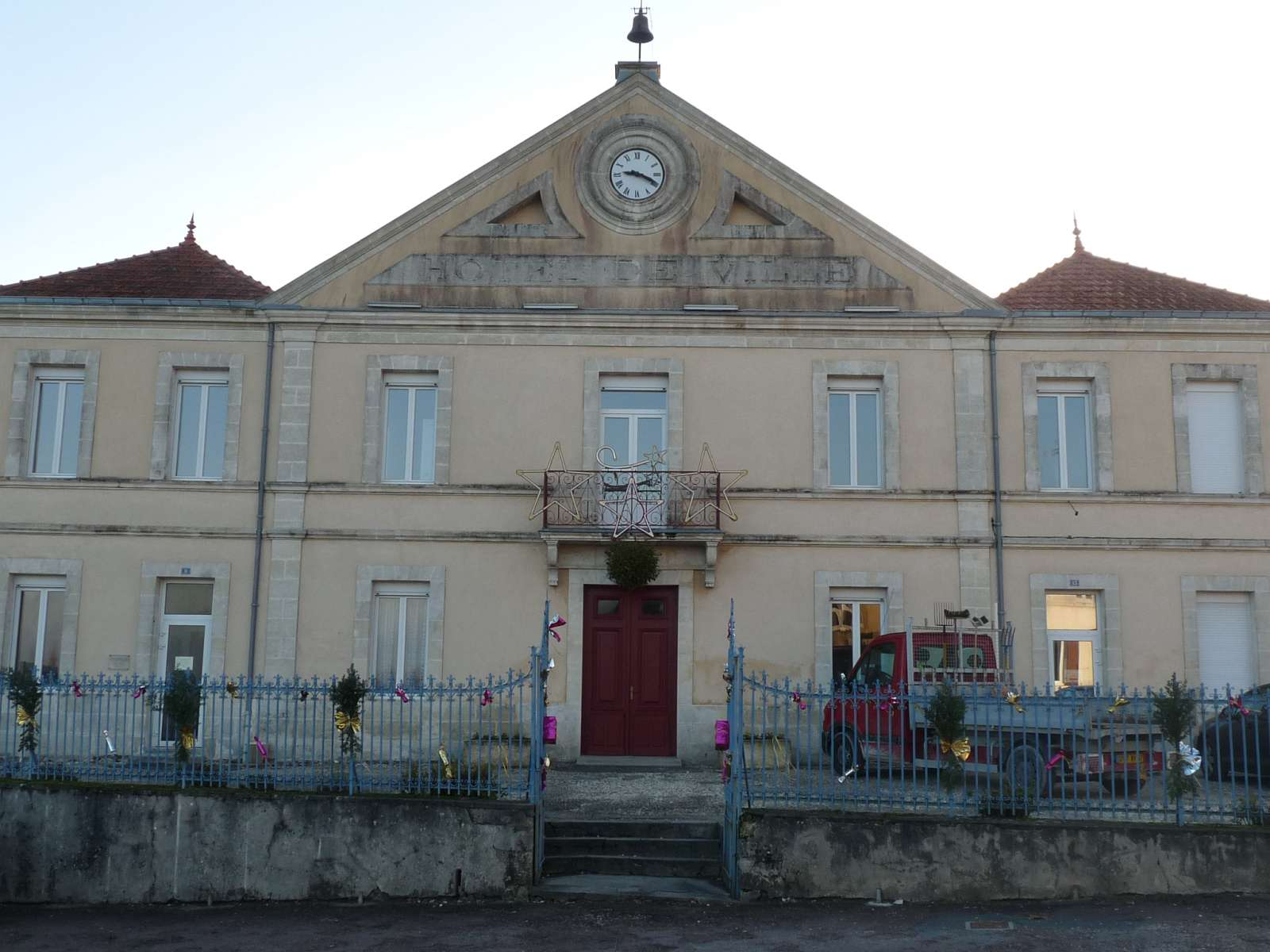
Juché à 141 mètres de hauteur sur une butte où la Seugne prend sa source, Montlieu-la-Garde est le village le plus haut perché du sud de la Charente-Maritime.
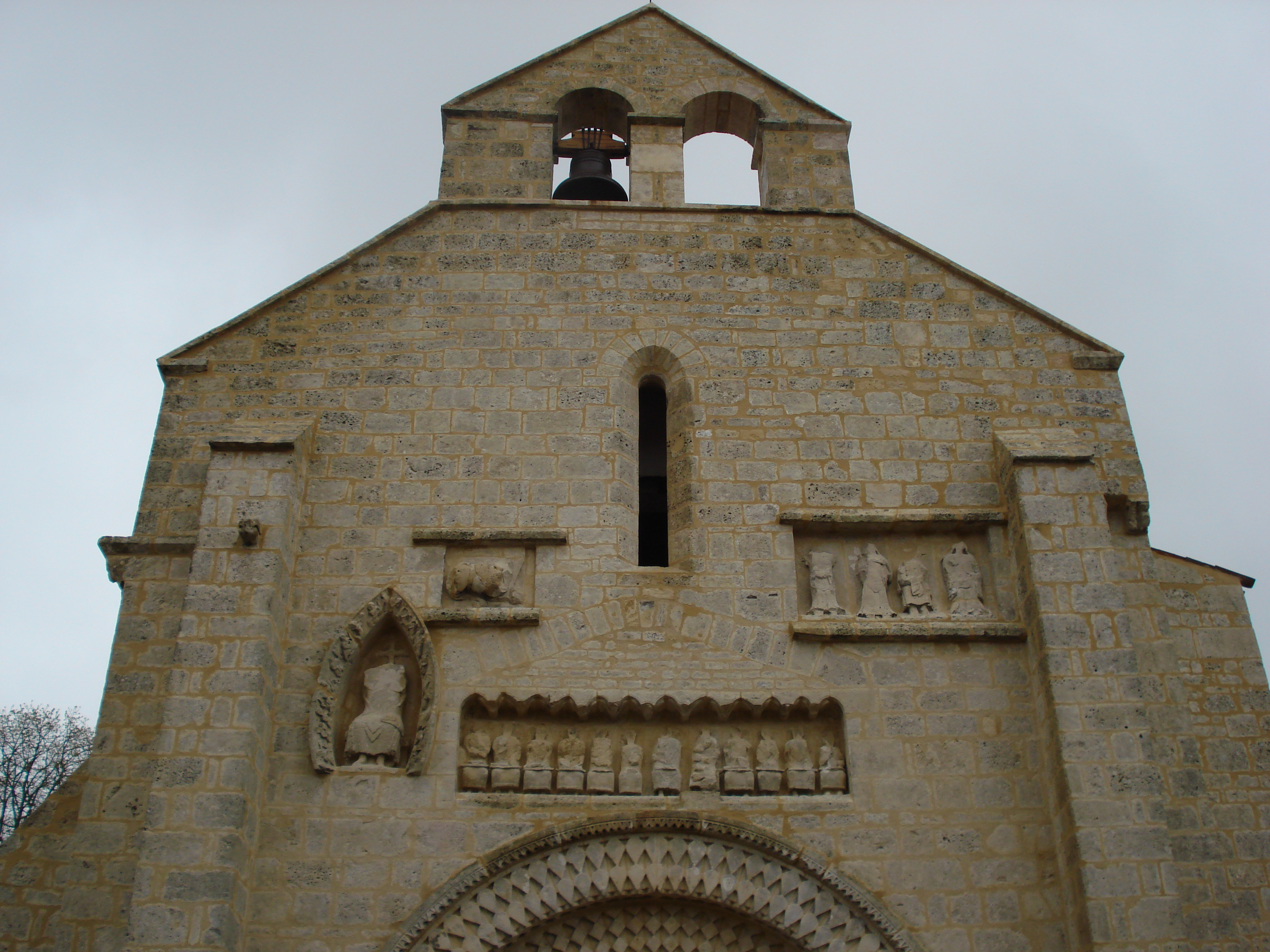
Le village de Fontaine-Chalendray est, après Les Éduts et Vinax, le troisième village le plus haut du nord-est de la Charente-Maritime.
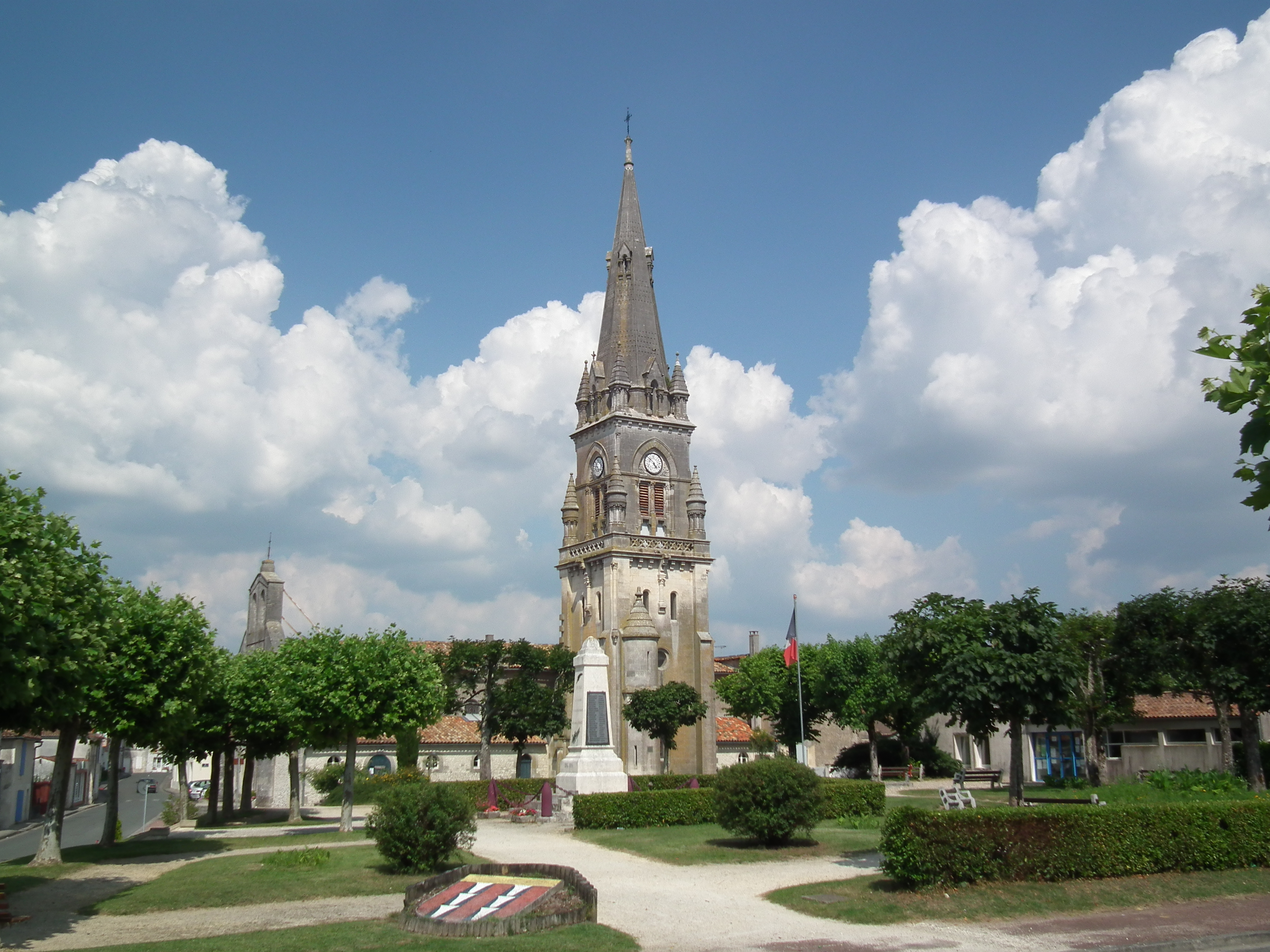
Archiac est, après Saint-Eugène, le village le plus élevé de la Champagne d'Archiac qu'il domine du haut de ses 106 m.

Altimétrie des 20 premières communes les plus basses du département
| Rang | Nom de la commune     | Altitude moyenne | Altitude minimale/altitude maximale | Altitude du village (mairie) | Catégorie de commune          | Secteur géographique            |
| ---- | --------------------- | ---------------- | ----------------------------------- | ---------------------------- | ----------------------------- | ------------------------------- |
| 1    | Taugon                | 4 m              | 1 m/ 8 m                            | 4 m                          | Commune fluviale              | Marais Poitevin                 |
| 2    | Nieulle-sur-Seudre    | 5 m              | 0 m/ 9 m                            | 4 m                          | Commune fluviale              | Estuaire de la Seudre           |
| 3    | Charron               | 5 m              | 0 m/ 11 m                           | 4 m                          | Commune littorale et fluviale | Pertuis Breton, Marais Poitevin |
| 4    | L'Éguille             | 5 m              | 0 m/ 11 m                           | 3 m                          | Commune fluviale              | estuaire de la Seudre           |
| 5    | Loix                  | 5 m              | 0 m/ 10 m                           | 5 m                          | Commune insulaire             | Île de Ré                       |
| 6    | Le Château d'Oléron   | 5 m              | 0 m/ 10 m                           | 5 m                          | Commune insulaire             | Île d’Oléron                    |
| 7    | Saint-Froult          | 6 m              | 0 m/ 10 m                           | 6 m                          | Commune littorale             | Pertuis d'Antioche              |
| 8    | La Brée-les-Bains     | 6 m              | 0 m/ 11 m                           | 7 m                          | Commune insulaire             | Île d'Oléron                    |
| 9    | La Ronde              | 6 m              | 1 m/ 11 m                           | 5 m                          | Commune fluviale              | Marais poitevin                 |
| 10   | Le Mung               | 6 m              | 1 m/ 12 m                           | 5 m                          | Commune fluviale              | Basse vallée de la Charente     |
| 11   | Mornac-sur-Seudre     | 7 m              | 0 m/ 13 m                           | 8 m                          | Commune fluviale              | Estuaire de la Seudre           |
| 12   | Marans                | 7 m              | 0 m/ 13 m                           | 10 m                         | Commune fluviale              | Marais poitevin                 |
| 13   | Ars-en-Ré             | 8 m              | 0 m/ 15 m                           | 2 m                          | Commune insulaire             | Île de Ré                       |
| 14   | Les Portes-en-Ré      | 8 m              | 0 m/ 15 m                           | 3 m                          | Commune insulaire             | Île de Ré                       |
| 15   | Île d'Aix             | 8 m              | 0 m/ 15 m                           | 3 m                          | Commune insulaire             | Île d'Aix, Pertuis d'Antioche   |
| 16   | Moëze                 | 8 m              | 0 m/ 15 m                           | 7 m                          | Commune littorale             | Pertuis d'Antioche              |
| 17   | Rivedoux-Plage        | 8 m              | 0 m/ 16 m                           | 7 m                          | Commune insulaire             | Île de Ré                       |
| 18   | Saint-Pierre-d'Oléron | 8 m              | 0 m/ 15 m                           | 8 m                          | Commune insulaire             | Île d'Oléron                    |
| 19   | Saint-Denis-d'Oléron  | 8 m              | 0 m/15 m                            | 10 m                         | Commune insulaire             | Île d'Oléron                    |
| 20   | La Couarde-sur-Mer    | 8 m              | 0 m/ 17 m                           | 3 m                          | Commune insulaire             | Île de Ré                       |

.

Les communes riveraines de l'estuaire de la Seudre figurent parmi celles qui sont les moins élevées de la Charente-Maritime

Par sa large façade océanique et sa fenêtre sur l'estuaire de la Gironde, la Charente-Maritime compte plus de 60 communes littorales et estuariennes dont 19 appartiennent au domaine insulaire charentais. 
Qu'elles soient situées directement sur le bord de l'océan Atlantique comme les communes insulaires ou les communes littorales, ou dans les estuaires des fleuves, ou encore dans les vallées fluviales des marais littoraux comme le Marais poitevin, le marais de Brouage ou le marais de la Seudre, la caractéristique de toutes communes est leur très basse altitude, souvent inférieure à 10 mètres.